# Kuwait (stad)

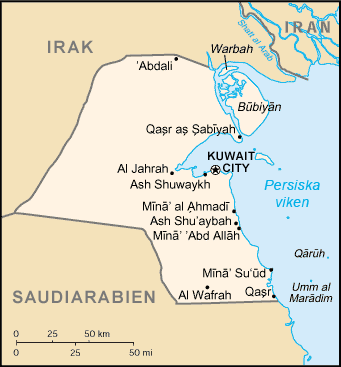
Karta över Kuwait.

Kuwait (arabiska: الكويت, al-Kuwayt), eller Kuwait City, även omtalad som Kuwait stad eller staden Kuwait (مدينة الكويت, Madinat al-Kuwayt), är huvudstad i Kuwait och har cirka 63 600 invånare (2006), i storstadsområdet bor ca 2 380 000 människor. Staden ligger vid Kuwaitbuktens södra strand i nordvästra Persiska viken.
Landets parlament, Majlis al-Umma, samt de flesta statliga myndigheter och huvudkontor för de flesta kuwaitiska företag och banker ligger i staden och gör den till landets politiska, kulturella och ekonomiska centrum.
Staden intogs av irakiska trupper under Kuwaitkriget 1990 och förstördes då till stora delar. Idag är dock det mesta återuppbyggt.

## Historik

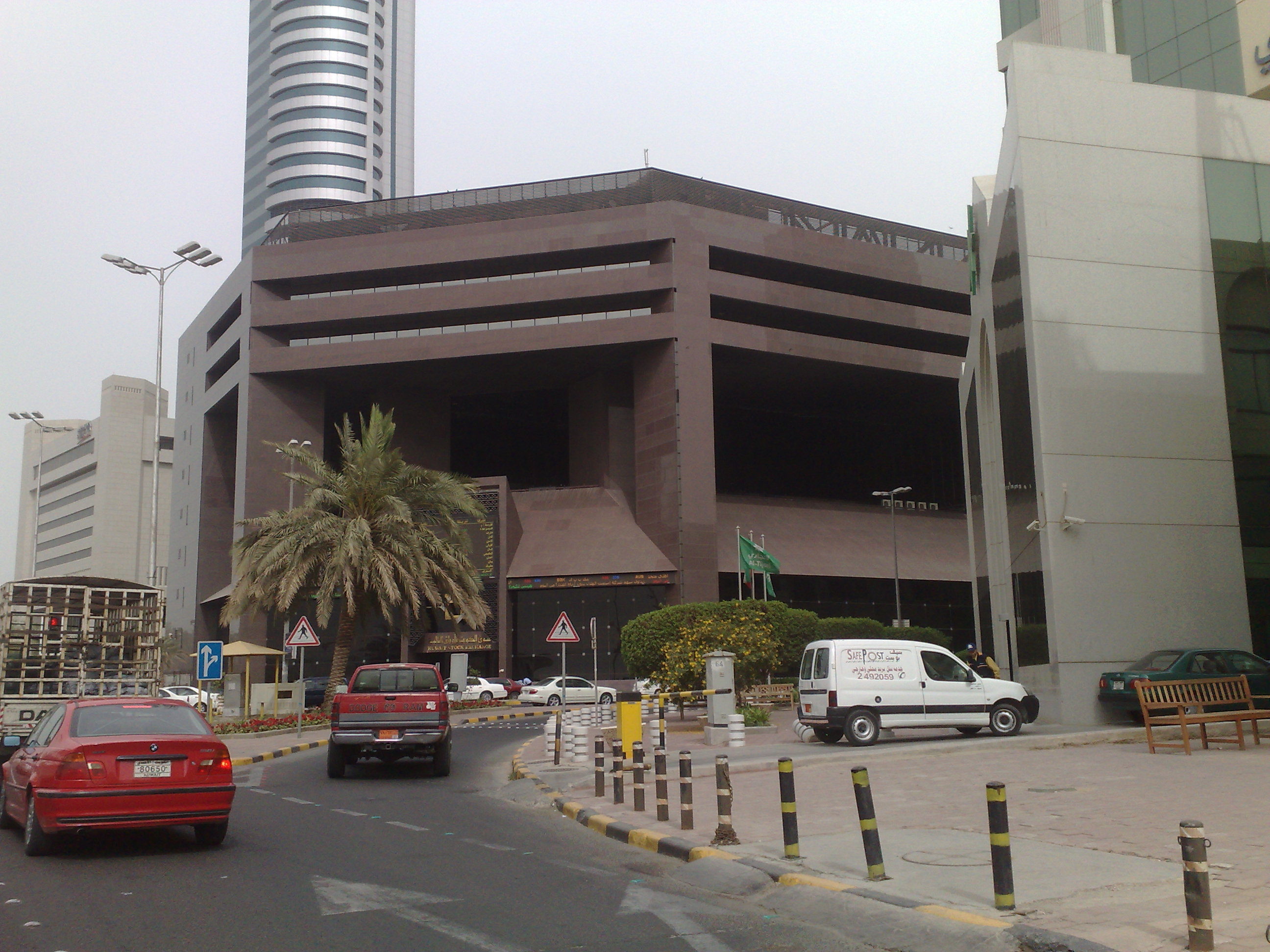
Kuwaitbörsen.

Staden Kuwait blev första gången bebott under tidigt 1700-tal av Huset Sabah, som senare blev landets regerande familj, och en gren av Al-Utūb-stammen (med klanen Al-Khalīfah, Bahrains regerande familj), och deras ledare, Abu Abdullah Sabah I bin Jaber Al Sabah. Namnet kommer från ett tidigare övergivet fort, "Kūt" (كوت), arabiska för "fästning vid havet".
Bosättningen växte snabbt och när den första stadsmuren byggdes 1760 hade staden en egen dhow-flotta med 800 fartyg och handelsrelationer med Bagdad och Damaskus. Det var en framgångsrik och växande hamn tidigt under 1800-talet.
Det var oklart huruvida Kuwait skulle räknas som en del av det Osmanska riket eller inte och som en följd av detta utbröt ofta oroligheter mellan shejkdömet och osmanerna. Oroligheterna var som värst 1896 när shejk Mubarak Al-Sabah mördade sin bror emir Muhammad Al-Sabāh efter djupa misstankar att Osmanska riket ville annektera Kuwait.
I utbyte mot skydd från den brittiska flottan lovade Mubarak att inte överlåta territoriet till någon främmande makt utan britternas godkännande.
Upptäckten av olja 1936 ökade stadens levnadsstandard dramatiskt, inklusive sjukvård och utbildning.
Den 2 augusti 1990 anföll irakiska trupper staden och annekterade emiratet den 8 augusti. Under ockupationen skadades staden svårt och många byggnader, däribland Kuwaits nationalmuseum, förstördes.
Efter att de irakiska trupperna lämnat Kuwait i början av 1991 började utländska investerare och den kuwaitiska regeringen aktivt att modernisera staden och göra den till ett handelscentrum av världsklass.

## Kommunikationer
Kuwaits handels- och transportbehov upprätthålls av Kuwaits internationella flygplats samt hamnarna Mina al-Shuwaykh och Mina al-Ahmadi. 

## Klimat
|                                            | Jan  | Feb  | Mar  | Apr  | Maj | Jun | Jul | Aug | Sep | Okt | Nov  | Dec  |
| ------------------------------------------ | ---- | ---- | ---- | ---- | --- | --- | --- | --- | --- | --- | ---- | ---- |
| Normaldygnets maximitemperaturs medelvärde | 20   | 22   | 27   | 32   | 41  | 46  | 47  | 47  | 44  | 37  | 28   | 22   |
| Normaldygnets minimitemperaturs medelvärde | 9    | 10   | 14   | 20   | 25  | 29  | 31  | 30  | 26  | 22  | 15   | 10   |
|                                            |      |      |      |      |     |     |     |     |     |     |      |      |
| Nederbörd                                  | 30,2 | 10,5 | 18,2 | 11,5 | 0,4 | 0,0 | 0,0 | 0,0 | 0,0 | 1,4 | 18,5 | 25,5 |

| Diagram | temperaturer i °C • månadsnederbörd i mm • Källa: WMO | temperaturer i °C • månadsnederbörd i mm • Källa: WMO | temperaturer i °C • månadsnederbörd i mm • Källa: WMO | temperaturer i °C • månadsnederbörd i mm • Källa: WMO | temperaturer i °C • månadsnederbörd i mm • Källa: WMO | temperaturer i °C • månadsnederbörd i mm • Källa: WMO | temperaturer i °C • månadsnederbörd i mm • Källa: WMO | temperaturer i °C • månadsnederbörd i mm • Källa: WMO | temperaturer i °C • månadsnederbörd i mm • Källa: WMO | temperaturer i °C • månadsnederbörd i mm • Källa: WMO | temperaturer i °C • månadsnederbörd i mm • Källa: WMO | temperaturer i °C • månadsnederbörd i mm • Källa: WMO |
|         | 30 20 9                                               | 11 22 10                                              | 18 27 14                                              | 12 32 20                                              | 0 41 25                                               | 0 46 29                                               | 0 47 31                                               | 0 47 30                                               | 0 44 26                                               | 1 37 22                                               | 19 28 15                                              | 26 22 10                                              |